# Finanzkonglomerat
Ein Finanzkonglomerat ist im Finanzwesen eine Gruppe von Finanzdienstleistungsunternehmen, die einer besonderen Finanzaufsicht der Bundesanstalt für Finanzdienstleistungsaufsicht (BaFin) unterliegen.

## Allgemeines
In der Wirtschaft ist das Konglomerat (aus lateinisch conglomerare ‚zusammenballen‘) allgemein ein Mischkonzern, der sich aus Tochterunternehmen zusammensetzt, die unterschiedlichen Wirtschaftszweigen angehören. Das Bestimmungswort „Finanz“ signalisiert, dass das Konglomerat oder Teile hiervon im Finanzwesen operativ tätig sind. Das Finanzkonglomerat kann ein Konzern sein, muss aber nicht, so dass gesetzlich von einer „Gruppe“ die Rede ist. Begriffsbildend ist, dass Finanzkonglomerate von mindestens zwei verschiedenen Unternehmen gebildet werden, die nach EU-Recht beaufsichtigt werden, nämlich Kreditinstitute, Versicherungsunternehmen oder Wertpapierdienstleistungsunternehmen. Kooperationen zwischen Versicherungen und Kreditinstituten sind dadurch gekennzeichnet, dass die Unternehmen rechtlich und wirtschaftlich selbständig bleiben, aber insbesondere auf dem Vertriebs- und Verwaltungssektor zusammenarbeiten (Allfinanz im Verbund). Der Begriff des Finanzkonglomerats ist allerdings weiter gefasst als der Begriff des Allfinanzkonzerns.

## Rechtsfragen
Der Schwerpunkt eines Finanzkonglomerats liegt im Finanzwesen; werden außerdem umfangreiche nicht-finanzielle Geschäfte innerhalb der Gruppe getätigt, liegt ein Mischkonzern vor. Um auch diese einer Bankenaufsicht zu unterwerfen, gibt es als Rechtsgrundlage seit Juli 2013 das FKAG. Es regelt in § 1 Abs. 1 FKAG, dass beaufsichtigte Unternehmen eines Finanzkonglomerats einer zusätzlichen Aufsicht nach Maßgabe des FKAG unterliegen; die Aufsicht wird von der BaFin ausgeübt. Nach § 1 Abs. 2 FKAG besteht ein Finanzkonglomerat aus einer Muttergesellschaft (auch Holding) als beaufsichtigtes Unternehmen oder bei der mindestens eines der Tochterunternehmen ein beaufsichtigtes Unternehmen ist, in der mindestens eines der Unternehmen der Gruppe oder Untergruppe ein Unternehmen der Versicherungsbranche ist und mindestens ein Unternehmen der Banken- oder der Wertpapierdienstleistungsbranche ist, in der die konsolidierten oder aggregierten Tätigkeiten der in der Versicherungsbranche tätigen Unternehmen der Gruppe oder Untergruppe und der in der Banken- und Wertpapierdienstleistungsbranche tätigen Unternehmen der Gruppe oder Untergruppe jeweils als erheblich im Sinne des § 8 FKAG anzusehen sind. Als „beaufsichtigte Unternehmen“ eines Finanzkonglomerats sind gemäß § 2 FKAG konglomeratsangehörige CRR-Kreditinstitute (§ 1 Abs. 3d KWG), Erst- und Rückversicherungsunternehmen (§ 7 Nr. 33 VAG), Versicherungs-Zweckgesellschaften (§ 168 VAG), Wertpapierhandelsunternehmen (§ 2 Abs. 10 WpHG) und Kapitalverwaltungsgesellschaften (§ 1 Abs. 14 KAGB) einzuordnen. Ein Finanzkonglomerat ist vorwiegend in der Finanzbranche tätig, wenn der Anteil der Bilanzsumme der beaufsichtigten und unbeaufsichtigten Finanzunternehmen dieser Gruppe an der Bilanzsumme der Gruppe insgesamt mehr als 40 Prozent beträgt (§ 7 FKAG). Ein Finanzkonglomerat muss auf Konglomeratsebene nach § 17 Abs. 1 FKAG angemessene Eigenmittel haben, die nach § 18 FKAG zu berechnen sind. Ein beaufsichtigtes Unternehmen eines Finanzkonglomerats darf gemäß § 23 Abs. 2 FKAG unbeschadet der Wirksamkeit der Rechtsgeschäfte nur auf Grund eines einstimmigen Beschlusses sämtlicher Geschäftsleiter des beaufsichtigten Unternehmens bedeutende konglomeratsinterne Transaktionen durchführen.
Im Mai 2014 gaben BaFin und Deutsche Bundesbank ein Merkblatt zur Abgrenzung von Finanzkonglomeraten heraus. Danach sind aufsichtsrechtlich die Organisationspflichten des Konglomerats (§ 25 FKAG), die Risikokonzentrationen (§ 2 Abs. 16 FKAG) und konglomeratsinterne Transaktionen (§ 2 Abs. 15 KAGB) neben den Eigenmitteln von besonderer Bedeutung.

## Statistik
Bis Juni 2010 wurden als Finanzkonglomerat mit einer Muttergesellschaft mit Geschäftssitz in Deutschland insgesamt sechs branchenübergreifende Finanzgruppen identifiziert, und zwar die Allianz-SE-Gruppe, Debeka-Gruppe, Deutsche-Bank-Gruppe, DZ-Bank-Gruppe, Inter Versicherungsgruppe, Wüstenrot- und Württembergische Versicherungs-Gruppe. Weitere 51 Finanzkonglomerate hatten ihren Sitz in der EU oder dem EWR, jeweils zwei sitzen in der Schweiz und den USA.
Die Europäische Bankenaufsichtsbehörde (EBA) aktualisierte 2017 die identifizierten Finanzkonglomerate, darunter befanden sich 80 Finanzkonglomerate mit Hauptsitz in der EU oder im EWR, je ein Finanzkonglomerat mit Hauptsitz in der Schweiz und in Bermuda, sowie zwei weitere mit Hauptsitzen in den USA.